# Trimeter
Der Trimeter (altgriechisch τρίμετρος trimetros, deutsch ‚aus drei Maßen bestehend‘) ist in der antiken Verslehre ein aus drei Metren bestehendes Versmaß. Bei den dipodischen Versfüßen Jambus, Trochäus und Anapäst, bei denen ein Metron aus zwei Versfüßen besteht, entspricht das sechs Versfüßen und damit dem Senar, bei allen anderen Versfüßen wie zum Beispiel dem Daktylus hat der Trimeter drei Versfüße und entspricht damit der Tripodie. In der metrischen Formelnotation wird der Trimeter durch ein hochgestelltes t gekennzeichnet.
Beispiele für Trimeter in der lateinischen Dichtung sind:
- Jambischer Trimeter (jat):

×—ˌ◡—.×—ˌ◡—.×—ˌ◡◠
Kennzeichnend ist die Zäsur meist nach der fünften (Penthemimeres, e. g.  ◡—ˌ◡—.◡ | —ˌ◡—.◡—ˌ◡—) oder seltener nach der siebten (Hephthemimeres, e. g.  ◡—ˌ◡—.◡—ˌ◡ | —.◡—ˌ◡—) Silbe.

- Hipponakteischer Trimeter, besser bekannt als Choljambus, Hinkjambus oder Skazon (jats):

×—ˌ◡—.×—ˌ◡—.◡—ˌ—◠
- Katalektischer anapästischer Trimeter (antc):

◡◡—ˌ◡◡—ˌ◡◡◠ | ◡◡—ˌ◡◡—ˌ◠
Nachbildungen des (jambischen) Trimeters im Deutschen sind relativ selten. Beispiele finden sich bei Goethe im Helenakt des Faust II, in Schillers Drama Die Braut von Messina und in der Lyrik beispielsweise bei Eduard Mörike (Auf eine Lampe).